# Édith Bourget
Pour les articles homonymes, voir Bourget.
Édith Bourget est une critique littéraire, poétesse, autrice de littérature pour la jeunesse et peintre québécoise née à Lévis, le 6 février 1954.
Elle a étudié la communication graphique et la création littéraire à l’Université Laval.
Son livre Autour de Gabrielle, récompensé par le prix France-Acadie en 2004, est diffusé gratuitement sur internet sans son accord dix ans plus tard.
Depuis 1991, elle est critique littéraire pour Lurelu.
En 2020 elle adapte en roman le film Félix et le trésor de Morgäa.

## Honneurs
- 2004 - Finaliste au Prix du Gouverneur général, Autour de Gabrielle
- 2004 - Prix France-Acadie, Autour de Gabrielle
- 2006 - Finaliste au Prix du Gouverneur général, Les saisons d’Henri